# Résolution 1883 du Conseil de sécurité des Nations unies
Membres permanents
- Chine
- États-Unis
- France
- Royaume-Uni
- Russie

Membres non permanents
- Autriche
- Burkina Faso
- Costa Rica
- Croatie
- Japon
- Libye
- Mexique
- Turquie
- Ouganda
- Viet Nam

Résolution no 1882 Résolution no 1884
La résolution 1883 du Conseil de sécurité des Nations unies a été adoptée à l'unanimité le 7 août 2009.

## Résolution
Le Conseil de sécurité, réitérant son soutien au peuple et au Gouvernement irakiens dans leurs efforts pour "édifier une nation sûre, stable, fédérale, unie et démocratique, fondée sur l'état de droit et le respect des droits de l'homme", a prorogé le mandat de la Mission des Nations unies dans le pays pour une année supplémentaire.
Adoptant à l'unanimité la résolution, le Conseil a en outre décidé que le Représentant spécial du Secrétaire général et la Mission des Nations unies pour l'assistance à l'Irak (MANUI) devaient continuer de poursuivre leur mandat élargi, conformément à la demande du Gouvernement irakien et comme stipulé dans les résolutions 1770 (de 2007) et 1830 (de 2008).
Par ces textes, le Conseil a élargi le rôle politique de l’Organisation en Irak, dans le but de rassembler les factions rivales de ce pays déchiré par les conflits, d’obtenir un soutien plus large des pays voisins et de lutter contre l’aggravation de la crise humanitaire. Le chef de la MANUI a été autorisé, entre autres, à "conseiller, soutenir et aider" le Gouvernement irakien à promouvoir un "dialogue national inclusif et une réconciliation politique" et à aider le Gouvernement et les institutions compétentes à élaborer des processus pour la tenue d’élections et de référendums. Le rôle du Représentant spécial a également été élargi pour renforcer le dialogue régional, notamment sur les questions de sécurité aux frontières, d’énergie et de réfugiés.
Reconnaissant que la sécurité du personnel des Nations unies était essentielle pour que la MANUI puisse mener à bien ses travaux, le Conseil a demandé au Gouvernement irakien et aux autres États Membres de continuer à fournir un appui sécuritaire et logistique à la présence des Nations unies dans le pays. À cet égard, l’organe de 15 membres a appelé les États Membres à continuer de fournir à la MANUI les ressources financières, logistiques et sécuritaires et l’appui dont elle avait besoin.
Exprimant son intention de revoir le mandat de la mission dans 12 mois plus tard, ou même plus tôt, à la demande du Gouvernement irakien, le Conseil a prié le Secrétaire général de lui rendre compte tous les trimestres des progrès accomplis dans l’exercice de toutes les responsabilités de la MANUI.